# 즈시시
즈시시(일본어: 逗子市)는 일본 가나가와현 남부에 있는 시이다. 미우라반도 북서부에 접하며 쇼난 지방에 자리잡고 있다.

## 지리
미우라반도 북서부와 사가미만에 접하는 도시로, 쇼난의 일부로 여겨지기도 한다. 도쿄나 요코하마의 근교 주택 지역으로 신흥 고급 주택가를 볼 수 있다. 또 가마쿠라, 하야마 등과 함께 해수욕장이 있는 관광 도시이기도 하다.
미우라 구릉의 서쪽에 해당하고 산이 많은 지형이지만, 시내의 최고 해발고도는 140m 정도라 특별히 높은 산은 없다. 가마쿠라시나 하야마정은 능선을 경계로 하지만 근래에는 산지에도 택지가 조성되고 있다. 시의 대부분은 동부의 요코스카시와의 경계 부근을 원류로 해 사가미만으로 흘러드는 2급 하천 타코에강 유역의 평지에 있다.

## 역사
- 1889년 4월 1일 - 시정촌제 시행으로 사쿠라야마촌, 즈시촌, 야마노네무라촌, 노마촌, 이케고촌, 구키촌, 고츠보촌이 합병해 미우라군 다코에촌이 성립되었다.
- 1889년 6월 16일 - 관설 철도(현 요코스카선)가 개통하였고 즈시역이 개설되었다.
- 1913년 4월 1일 - 다코에촌이 정으로 승격해 즈시정으로 개칭하였다.
- 1930년 4월 1일 - 쇼난 전기 철도(현 게이힌 급행 전철) 즈시선이 개통하였고 쇼난즈시역(현 즈시·하야마역)이 개설되었다.
- 1943년 4월 1일 - 요코스카시에 편입되었다.
- 1952년 4월 1일 - 요코스카선에 히가시즈시역이 개설되었다.
- 1965년 - TBS 흥산에 의해 히로시야마 정원 주택의 개발이 시작되었다.
- 1967년 - 고츠보만(즈시 마리나)의 매립 공사가 시작되었다.
- 2000년 1월 19일 - 고도 보존법의 지정도시가 되었다.

## 교통

### 철도
- 동일본 여객철도 요코스카선
- 게이힌 급행 전철 즈시선

### 도로
- 요코하마-요코스카 도로
- 국도 제134호선

## 인구
| 연도 | 인구   | ±%     |
| ---- | ------ | ------ |
| 1920 | 9,152  | —      |
| 1930 | 15,308 | +67.3% |
| 1940 | 23,953 | +56.5% |
| 1950 | 35,908 | +49.9% |
| 1960 | 39,572 | +10.2% |
| 1970 | 48,242 | +21.9% |
| 1980 | 58,479 | +21.2% |
| 1990 | 56,704 | −3.0%  |
| 2000 | 57,281 | +1.0%  |
| 2010 | 58,302 | +1.8%  |
| 2020 | 57,060 | −2.1%  |